# Taygetis chrysogone
Taygetis chrysogone är en fjärilsart som beskrevs av Doubleday 1849. Taygetis chrysogone ingår i släktet Taygetis och familjen praktfjärilar. Inga underarter finns listade i Catalogue of Life.